# ヤブジラミ
ヤブジラミ（藪虱、学名：Torilis japonica）はセリ科ヤブジラミ属の越年草。

## 特徴
同属のオヤブジラミによく似る。茎は直立し、上部は分枝し、高さは30-70cmになる。葉は長さ5-10cm、1-2回3出羽状複葉になり、小葉の羽片は細かく切れ込み、葉はやや厚い。両面に粗い短毛が生える。
花期はオヤブジラミより遅く、5-7月。茎頂か、分枝した先端に複散形花序をつける。花柄は4-10個とオヤブジラミより多い。花は白色の5弁花。複散形花序の下にある総苞片は花柄と同数で細長く、小花序の下にある小総苞片もある。果実は長さ2.5-3.5mmの卵状長楕円形で、果実の刺毛は密につき、先端が鉤状に曲がる。
和名の由来は、藪に生え、鉤状に曲がった刺毛によって果実が衣服につきやすいようすをシラミにたとえたもの。

## 分布と生育環境
日本全土に分布し、原野や道ばたにふつうに生育する。世界では、ユーラシアに広く分布する。南アジアや北アメリカに帰化している。

## ギャラリー
- 花序
- 果実